# Fallklappensorter
Ein Fallklappensorter (auch Split-Tray-Sorter, engl.: Bomb Bay) ist ein Stückgut-Sortierer, der für kleine und leichte Pakete oder andere Stückgüter eingesetzt wird (zum Beispiel Textilien, Bücher). Die Sortierleistung liegt bei ca. 10.000 Teilen/h. Das System kann mit der Leistung gesteigert werden, so erhöht sich die Sortierleistung bei Einsatz einer Doppelschale auf 20.000 Teile/h und bei einer Vierfachschale auf 40.000 Teile/h.
2002 wurde ein solches System zum ersten Mal installiert. Es ist als einziges Sorter-System in der Lage, Waren ohne Zwischenschritt direkt in einen Versandbehälter zu geben.

## Betrieb und Mechanismus
Der Name des Sorters beschreibt die Funktion der Abgabe. Durch das symmetrische Teilen einer rechteckigen Schale, deren Boden aus zwei Klappen besteht, kann die beförderte Ware an der Zielstelle direkt in Kartons oder Versandbehälter erfolgen. Dies geschieht, indem die Klappen entriegelt werden, so dass nach deren Öffnen die Ware direkt in den dafür vorgesehenen Behälter erfolgen kann. Die Schalen selbst sind in schienengeführte Fahrwagen integriert und werden in dieser Konstellation als Gondeln bezeichnet. Die einzelnen Gondeln wiederum sind zu einer geschlossenen Kette miteinander verbunden. Die daraus hervorgehende Verbindung erfolgt an einer Seite, so dass nur Kurven realisiert werden können, bei denen diese Seite an der Innenseite liegt. Durch Vergrößerung der Abstände zwischen den einzelnen Gondeln können jedoch Kurven in beide Laufrichtungen umgesetzt werden. Die Fahrwagen sind an einer Kette befestigt, die sich an einer darüber liegenden Schiene mittels Rollen abstützt. Diese Konstruktion von Kette und Schiene wird als raumgängig bezeichnet, womit gemeint ist, dass so Steigungen und Kurvenfahrten möglich sind.
Das System wird angetrieben durch einen Reibradantrieb, der seitlich die Kette antreibt. In der Regel werden die zu befördernden Waren manuell aufgelegt und durch die Fahrwagen über Endstellen bewegt. An der Endstelle wird durch einen Sperrmechanismus ausgelöst die Klappenarretierung gelöst, so dass die Ware in die Endstelle bzw. den bereitgestellten Versandbehälter fallen kann. Sind die Versandbehälter befüllt, also der eigentliche Sortiervorgang abgeschlossen, kann die sortierte Ware zum Warenausgang befördert werden. Der bei vielen anderen Sortern übliche Zwischenschritt der Verpackung fällt hier weg, was unter anderem dadurch erreicht werden kann, dass die Ware durch dieses System direkt in den Versandbehälter befördert wird. Nach der Abgabe der Ware in den dafür vorgesehenen Behälter werden die Klappen entlang einer schiefen Ebene verschlossen und können erneut belegt werden.
Ein Unterschied zu anderen Sortiersystemen liegt in dem ebenenübergreifenden Transport der Ware (so sind zum Beispiel in der oberen Ebene die Aufgabeplätze und in der unteren die der Abgabe).